# Des agents très spéciaux
« The Man from UNCLE » redirige ici.  Pour l'adaptation cinématographique, voir Agents très spéciaux : Code UNCLE.
Des agents très spéciaux (The Man from UNCLE) est une série télévisée américaine totalisant 105 épisodes de 49 minutes chacun, dont 29 en noir et blanc, créée par Norman Felton et Sam Rolfe, et diffusée entre le 22 septembre 1964 et le 15 janvier 1968 sur le réseau NBC.
En France, la série a été diffusée à partir du 14 janvier 1967 sur la deuxième chaîne de l'ORTF. Après plusieurs rediffusions, TF1 l’a proposée à partir du 29 février 1988. Rediffusion sur Série Club puis sur AB1 entre 2000 et juillet 2002 et enfin Polar et Jimmy.
Au Québec, elle a été diffusée à partir du 21 mai 1968 à la Télévision de Radio-Canada.

## Synopsis

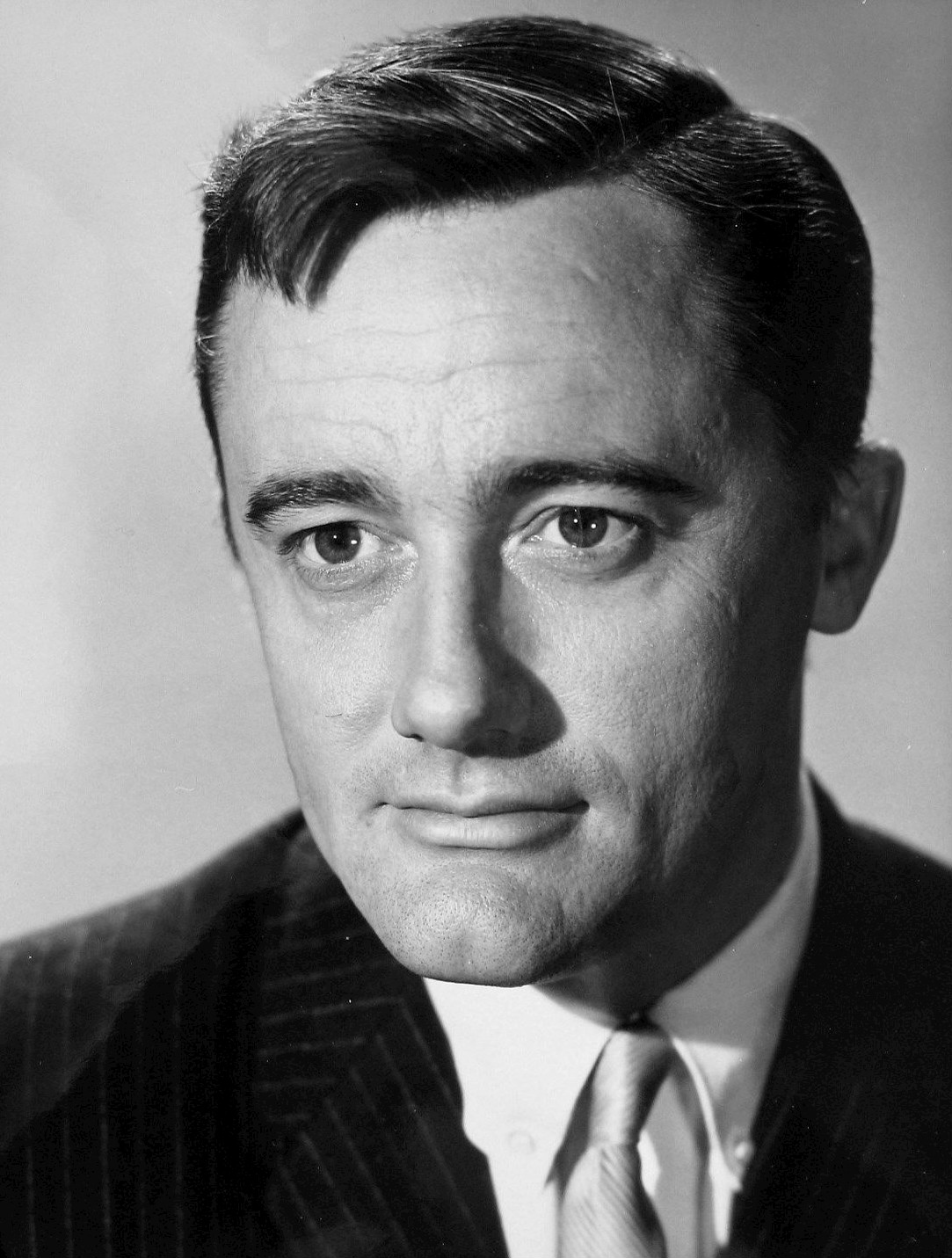
Robert Vaughn dans le rôle de Napoleon Solo

Deux espions, l'Américain Napoleon Solo (Robert Vaughn) et le Soviétique Illya Kouriakine (David McCallum), doivent travailler ensemble au service du « Commandement uni du réseau pour la loi et son application » (en anglais : United Network Command for Law and Enforcement, UNCLE) de New York. Ils doivent lutter contre une organisation criminelle internationale baptisée THRUSH (Technological hierarchy for the removal of undesirables and the subjugation of humanity), puritaine et bureaucratique.

## Distribution
- Robert Vaughn (VF : Claude Joseph puis Roger Rudel) : Napoleon Solo
- David McCallum (VF : Jacques Degor puis Philippe Ogouz) : Illya Kouriakine
- Leo G. Carroll : Alexander Waverly
- Barbara Moore : Lisa Rogers (1967-1968)

## Épisodes

### Première saison (1964-1965)
1. Duo de mitraillettes ou Piège pour un espion (The Vulcan Affair)
2. La Ferme aux grenouilles (The Iowa Scuba Affair)
3. Échec à la dame (The Quadripartite Affair)
4. L'Arche du pirate - DVD, VOST (The Shark Affair)
5. Un zombie qui fait fureur - DVD, VOST (The Deadly Games Affair)
6. Manipulation pour un pion - DVD, VOST (The Green Opal Affair)
7. La Partie italienne - DVD, VOST (The Giuoco Piano Affair)
8. Le Mystère de la chambre forte (The Double Affair) - adapté en film intitulé The Spy with My Face
9. Arnaque pour un diplomate - DVD, VOST (The Project Strigas Affair)
10. L'Énigme de la bague (The Finny Foot Affair)
11. L'Attaque empoisonnée - DVD, VOST (The Neptune Affair)
12. La Colombe de la paix - VOST (The Dove Affair)
13. L'Attaque royale - VOST (The King of Knaves Affair)
14. Une gitane flamboyante - VOST (The Terbuf Affair)
15. Le Sosie (The Deadly Decoy Affair)
16. Une nuit aux Caraïbes (The Fiddlesticks Affair)
17. Sous le signe de Kali (The Yellow Scarf Affair)
18. La Folle journée (The Mad, Mad, Tea Party Affair)
19. L'Affaire du sceptre - VOST (The Secret Sceptre Affair)
20. Les chiens sont lâchés  (The Bow-Wow Affair)
21. Le Jeune Lama - VOST (The Four-Steps Affair)
22. Voir Paris et mourir - VOST (The See-Paris-and-Die Affair)
23. Lésions cérébrales - VOST (The Brain-Killer Affair)
24. La Dent du dragon ou La vente aux enchères VOST (The Hong Kong Shilling Affair)
25. Une vraie fausse mission - VOST (The Never-Never Affair)
26. Un Bigot pas très catholique - VOST (The Love Affair)
27. Le Labyrinthe de la vengeance - VOST (The Gazebo in the Maze Affair)
28. Commando de blondes (The Girls of Nazarone Affair)
29. Des nounous très spéciales - VOST (The Odd Man Affair)

### Deuxième saison (1965-1966)
1. Un espion de trop 1re partie (Alexander the Greater Affair – Part 1)
2. Un espion de trop 2e partie (Alexander the Greater Affair – Part 2)
3. L'Intégrateur universel (The Ultimate Computer Affair)
4. Au chat et à la souris (The Foxes and Hounds Affair)
5. Une belle discothèque (The Discotheque Affair)
6. L'Affaire des récupérateurs (The Recollectors Affair) avec Joseph Sargent
7. Le Désert d'Arabie (The Arabian Affair)
8. Le Tigre (The Tigers Are Coming Affair)
9. Attrapez qui vous pourrez (The Deadly Toys Affair) avec Angela Lansbury
10. Opération volcan (The Cherry Blossom Affair)
11. Ni vin, ni champagne (The Virtue Affair)
12. Une étrange école (The Children's Day Affair)
13. Adriatique express (The Adriatic Express Affair)
14. Le Minerai mystérieux (The Yukon Affair)
15. Envoûtement (The Very Important Zombie Affair)
16. Souvent blonde varie (The Dippy Blonde Affair)
17. L'Île aux pourceaux (The Deadly Goddess Affair)
18. Les Abeilles (The Birds and the Bees Affair)
19. Quitte ou double (The Waverly Ring Affair)
20. Un de nos espions a disparu : 1re partie (The Bridge of Lions Affair: Part 1)
21. Un de nos espions a disparu : 2e partie (The Bridge of Lions Affair: Part 2)
22. Au cœur du désert (The Foreign Legion Affair)
23. Opération luciole (The Moonglow Affair) Pilote de la série Annie, agent très spécial
24. La Cité fantôme (The Nowhere Affair)
25. Le Roi des diamants (The King of Diamonds Affair)
26. Cataclysme (The « Project Deephole » Affair)
27. L'Épée de Saint-Georges (The Round-Table Affair)
28. Opération chauve-souris (The Bat Cave Affair)
29. L'Affaire Moins x (The Minus X Affair)
30. Bombe sur l'Oklahoma (The Indians Affairs Affair)

### Troisième saison (1966-1967)
1. Le Rôle d'une berceuse (The Her Master's Voice Affair)
2. Les Monstres (The Sort of Do-It-Yourself Dreadful Affair)
3. Bibi et Rosy (The Galatea Affair)
4. Le Feu du ciel (The Super-Colossal Affair)
5. Les moines de St-Thomas (The Monks of St Thomas Affair)
6. Pop' art (The Pop Art Affair)
7. La Colombe de la paix (The Thor Affair)
8. La Femme du candidat (The Candidate's Wife Affair)
9. Poésie, poésie (The Come With Me to the Casbah Affair)
10. Grande première (The Off-Broadway Affair)
11. L'Espion au chapeau vert : 1re partie (The Concrete Overcoat Affair: Part 1)
12. L'Espion au chapeau vert : 2e partie (The Concrete Overcoat Affair: Part 2)
13. L'Usurpateur (The Abominable Snowman Affair)
14. Défense d'y voir (The My Friend the Gorilla Affair)
15. Joyeux Noël (The Jingle Bells Affair)
16. Le Danger vient du ciel (The Take Me to Your Leader Affair)
17. La Cité du silence (The Suburbia Affair)
18. L'Invention du professeur Nillson (The Deadly Smorgasboard Affair)
19. La Bouteille de rhum (The Yo-Ho-Ho and Bottle of Rum Affair)
20. Le Tombeau de Napoléon (The Napoleon's Tomb Affair)
21. De Charybde en Scylla (The It's All Greek to Me Affair)
22. La Danseuse hawaienne (The Hula Doll Affair)
23. Oncle Charlie (The Pieces of Fate Affair)
24. L'Affaire du Matterhorn (The Matterhorn Affair)
25. Un modèle très recherché (The Hot Number Affair)
26. Un voyage à Rome (The When in Roma Affair)
27. Histoire de pommes (The Apple-a-Day Affair)
28. Tueurs au karaté : 1re partie (The Five Daughters Affair: Part 1)
29. Tueurs au karaté : 2e partie (The Five Daughters Affair: Part 2)
30. Un sosie dangereux (The Cap and Gown Affair)

### Quatrième saison (1967-1968)
1. Sommet à cinq (The Summit-Five Affair)
2. L'École du crime (The Test-Tube Killer Affair)
3. J comme Judas (The « J » for Judas Affair)
4. Espions en hélicoptère : 1re partie (The Prince of Darkness Affair: Part 1)
5. Espions en hélicoptère : 2e partie (The Prince of Darkness Affair: Part 2)
6. Le Maître signe son œuvre (The Master's Touch Affair)
7. Le Jeu ou la vie (The THRUSH Roulette Affair)
8. La Partie de chasse (The Deadly Quest Affair)
9. Le Secret trois (The Fiery Angel Affair)
10. L'École de survie (The Survival School Affair)
11. L'Affaire Gurnius (The Gurnius Affair)
12. La Voix d'Armageddon (The Man from THRUSH Affair)
13. Le Fusil moléculaire (The Maze Affair)
14. Le Défaut de la cuirasse (The Deep Six Affair)
15. Les Maîtres du monde : 1re partie (The Seven Wonders of the World Affair: Part 1) VOST
16. Les Maîtres du monde : 2e partie (The Seven Wonders of the World Affair: Part 2) VOST

## Commentaires
- Selon Napoleon Solo, THRUSH se traduit aussi par le nom de grive. Il propose parfois aux dames de le surnommer Napo (épisode: Attrapez qui vous pouvez - 1965).
- En 1983, le duo se reforme le temps d'un téléfilm, Le Retour des agents très spéciaux (The Fifteen Years Old Affair) réalisé par Ray Austin, avec une apparition de George Lazenby dans le rôle de James Bond, au volant d'une Aston Martin DB5, et la participation de Patrick Macnee, le John Steed de Chapeau melon et bottes de cuir.

- Les deux personnages principaux se retrouvent dans le sixième épisode de la cinquième saison de L'Agence tous risques (1986-1987), Une vieille amitié (The Say UNCLE Affair), sous deux noms différents (Stockwell = Napoleon Solo et Ivan = Illya Kuryakin).

- En 1966, le spin-off de la série était lancé sur NBC. Il s’agit d’Annie, agent très spécial, avec Stefanie Powers dans le rôle principal. La série n'a connu qu'une seule saison de 29 épisodes[1].

- Dovima, célèbre mannequin dans les années 1960, apparaît dans un épisode en 1964.

- L'actrice Sharon Tate apparaît dans l'épisode 28 de la première saison  (commando de blondes 1965)

## Produits dérivés

### Bande originale
- The Man from UNCLE : original TV Show Soundtrack (Film Score Monthly)

### Parodies
- L'épisode Maille à partir avec les Taties de la saison 4 de la série Chapeau melon et bottes de cuir est une parodie décalée de la série ne serait-ce que dans son titre original : The Girl from Auntie, en référence au titre de la série.
- L'épisode Une vieille amitié de la saison 5 de L'Agence tous risques fait référence à cette série. On y retrouve Robert Vaughn et David  McCallum. Ainsi que l'image de transition.

### Adaptation cinématographique
Le Britannique Guy Ritchie a adapté la série au cinéma en 2015 sous le titre Agents très spéciaux : Code UNCLE avec Henry Cavill et Armie Hammer dans les rôles principaux.

### Comics
Une adaptation en comics fut proposée par Gold Key Comics pendant 22 numéros. Certains épisodes sont dessinés par Mike Sekowsky.

### DVD
Sortie en France de l'intégrale de la première saison (en noir et blanc) chez Warner Home Vidéo le 9 septembre 2015 avec la version française et la version originale sous-titrée ainsi que les épisodes inédits en France en version originale sous-titrée.
Cette sortie vidéo accompagne la sortie du blockbuster réalisé par Guy Ritchie.